# Circo Editorial
A Circo Editorial foi uma editora brasileira que esteve em atividade durante a década de 1980 e início da década de 1990. Especializada em quadrinhos de humor, através dela vários cartunistas brasileiros lançaram revistas que se tornariam marcos para a história dos quadrinhos no Brasil. Foi fundada por Toninho Mendes (1964-2017). Encerrou suas atividades em 1995.

## Publicações
- Circo: A revista que levava o nome da editora reunia vários talentos, como Laerte, Angeli, Glauco, Luiz Gê e Paulo Caruso. Foi editada por Luiz Gê e Toninho Mendes. Durou 8 edições, mais um especial.
- Chiclete com Banana: Revista de Angeli, lançada de 1985, aonde ele mostrava personagens como Skrotinhos, Rê Bordosa e Bob Cuspe. Também eram publicadas histórias de outros autores, como Laerte, que estreou seus Piratas do Tietê nessa revista e Glauco. Também foram publicadas histórias de Los Três Amigos, colaboração entre Angeli, Laerte e Glauco.
- Piratas do Tietê: Revista de Laerte, 1990. Os piratas dividiam a revista com outras criações da autora.
- Geraldão: Revista de Glauco, onde a estrela era sua principal criação, Geraldão.
- Níquel Náusea: Revista de Fernando Gonzales. Além de sua criação principal, o rato Níquel Náusea, também estrelavam a revista o mago Vostradéis e histórias de outros cartunistas, como Spacca, Newton Foot, Laerte e Fábio Zimbres.